# Joaquina Dorado Pita
Joaquina Dorado Pita (La Coruña, 25 de junio de 1917-Barcelona, 15 de marzo de 2017) fue una activista anarcosindicalista, republicana y antifranquista.

## Biografía
Su familia emigró a Barcelona en 1934. Allí aprendió el oficio de tapicera-barnizadora y se afilió al sindicato de la madera y la decoración de la CNT; en 1936 formó parte del comité de defensa de las Juventudes Libertarias de Pueblo Seco. Durante los hechos de mayo se opuso al estalinismo como miembro del grupo Luz y Cultura. Fue secretaria del presidente del sindicato de la madera Manuel Hernández, al cual sustituyó en 1937 cuando se incorporó al frente. En Barcelona, Joaquina conoció a Liberto Sarrau, que sería su compañero de toda la vida. 
En 1939 se exilió a Francia y fue internada en el campo de Briançon, cerca de la frontera italiana, de donde se escapó y pasó a la clandestinidad. Se instaló en Montpellier y después en Toulouse, ciudad en la que trabajó en la reconstrucción del Sindicato de la Madera. En 1943 fue detenida e internada en el campo de Récébidoux en Portet sur Garonne, de donde consiguió huir una vez más.
Acabada la Segunda Guerra Mundial, con su compañero Liberto Sarrau, y con Raúl Carballeira, formó parte del grupo anarquista “3 de mayo” que contaba con la publicación libertaria Ruta. En 1946, como miembro del Movimiento Libertario de Resistencia (MLR), entró clandestinamente en España e intervino en numerosas acciones antifranquistas. Fue detenida junto con su compañero Sarrau y fue torturada durante 18 días en la comisaría de la Vía Layetana de Barcelona por el comisario Polo. El 15 de marzo de 1948 ingresó en la prisión de mujeres de Les Corts, donde coincidió con Rosa Mateu, Francesca Avellanet, Antonia Martínez y otras. Fue condenada a 15 años de prisión por rebelión militar. En 1949 le concedieron la libertad condicional, pero fue nuevamente detenida en 1952 y esta vez condenada a 12 años de prisión, durante su estancia en la prisión de Les Corts enfermó gravemente y le tuvieron que extirpar un riñón. Redimió la pena trabajando como costurera. La libertad, la obtuvo en 1954.
El año 1956, junto con el guerrillero anarco-sindicalista Quico Sabater pasó a Francia, obteniendo el 30 de junio el estatuto de asilo político y reuniéndose con su compañero Liberto Sarrau, que había estado diez años en prisión. Se instalaron en París, siempre con el objetivo de luchar contra el Franquismo, y militando también en la Confederación nacional del trabajo francesa (CNTF).
En 1978 volvió a España para el homenaje a Buenaventura Durruti y en 1992 se instaló definitivamente en Barcelona. El año 2002, después de la muerte de su compañero, entregó sus archivos al International Institut Of Social History de Ámsterdam. En 2004 participó  en el homenaje a los combatientes antifranquistas organizado por la CNT. En 2007 recibió el homenaje de la Junta de Galicia